# Équipe de Syrie de football
Cet article traite de l'équipe masculine. Pour l'équipe féminine, voir Équipe de Syrie féminine de football.
Maillots
Actualités
L'équipe de Syrie de football est une sélection des meilleurs joueurs syriens sous l'égide de la Fédération de Syrie de football.

## Histoire

### Les débuts de la Syrie
La Fédération de Syrie de football (اتحاد سوريا لكرة القدم) est fondée en 1936, soit sept ans avant l’indépendance vis-à-vis des Français en 1943. Elle est affiliée à la FIFA depuis 1937 et est membre de l'AFC depuis 1969. Le premier match officiel de la Syrie fut joué à Ankara contre la Turquie, qui se solda par une défaite syrienne sur le score de 7 buts à 0, le 20 novembre 1949. Une des plus larges défaites fut jouée à Athènes contre la Grèce, le 25 novembre 1949, soit 5 jours après son premier match officiel qui se solda par un score de 8 buts à 0 pour les Grecs. À Alexandrie, le 12 octobre 1951, est enregistrée une des plus larges défaites de la Syrie contre l’Égypte qui se solda par un score de 8 buts à 0 pour les Pharaons. Pour la Coupe du monde 1958, l’équipe de Syrie de football (منتخب سوريا لكرة القدم) est battue par le Soudan au 1er tour des éliminatoires. Elle fut deux fois finaliste de la Coupe arabe des nations en 1963 (battue par la Tunisie) et en 1966 (battue par l’Irak). Pour la Coupe du monde 1974, elle termine deuxième du groupe au 1er tour des éliminatoires, derrière l’Iran, insuffisant pour accéder au tour suivant. Les joueurs qui ont rendu le football syrien célèbre sont les joueurs du Barada Club, avec la meilleure élite des joueurs de football, tels que Faris Sultji, Marwan Dardari, Ahmad Talib Tamim, Mohammad Khair Dhaher, Ahmad Alian, Nabil Haddad, Farouq Bozo, Ahmad al-Akad, Jamal al-Sharif.

### Les années 1980-1996: une amélioration dans le football syrien
L’équipe de Syrie participa aux trois éditions de la Coupe d’Asie des nations dans les années 1980. En 1980, elle termina 3e sur 5 au 1er tour, derrière la Corée du Nord et l’Iran, devant la Chine et le Bangladesh. En 1984, il termina 4e sur 5 au 1er tour, devant la Corée du Sud, derrière le Qatar, le Koweït et l’Arabie saoudite. En 1988, elle termina 3e sur 5 toujours au 1er tour, derrière la Chine et l’Arabie saoudite, devant le Koweït et Bahreïn. Les deux buteurs syriens sont avec un but chacun : Walid Nasser et Walid Al-Hel. Elle fut finaliste de la Coupe arabe des nations en 1988 (battue par l’Irak). Pendant cette période, la Syrie montre qu’elle est très présente sur la scène asiatique. Pour les éliminatoires de la Coupe du monde 1982, elle termine dernière au 1er tour derrière le Qatar, l’Irak, l’Arabie saoudite et Bahreïn. Pour les éliminatoires de la Coupe du monde 1986, la Syrie frôla une qualification qui aurait été historique, puisqu’elle passe le 1er tour devant le Koweït et le Yémen du Nord, bat Bahreïn et perd en finale des éliminatoires contre l’Irak.

### La Coupe d’Asie des nations 1996
Au 1er tour de la Coupe d'Asie 1996, l’équipe de Syrie bat l’Ouzbékistan (2-1), grâce à des buts de Nader Jokhadar et d’Ali Dib, mais elle est battue par le Japon (1-2, but de Nader Jokhadar) et par la Chine (0-3). En terminant 3e du groupe, elle a une chance de se qualifier pour les quarts mais ayant un score faible par rapport aux deux autres pays (Irak et Corée du Sud), elle termine comme étant le moins bon 3e. C’est la seule fois où elle aurait pu dépasser le 1er tour.

### De 1996 à 2007
Une des plus larges victoires de la Syrie fut enregistrée à Téhéran le 4 juin 1997, contre les Maldives, match qui se solda par un score sans appel de 12 buts à 0 pour les Syriens. 5 jours plus tard elle affronte une nouvelle fois les Maldives, toujours à Téhéran, qui se termine par le même score de 12 buts à 0. Ces deux matchs furent joués dans le cadre des éliminatoires de la Coupe du monde 1998, où elle fut éliminée au premier tour préliminaire, devancée par l’Iran. Le 30 avril 2001 à Alep, la Syrie enregistra une de ses plus larges victoires contre les Philippines, qui se solda par un score de 12 buts à 0. L’équipe de Syrie fut deux fois finaliste en 2000 et en 2004 d’une compétition régionale, le Championnat d'Asie de l'Ouest de football, battue à chaque fois par l’Iran; tandis qu'elle atteint les demi-finales du Championnat d'Asie de l'Ouest 2002 organisé à domicile mais s'incline face à la Jordanie sur un but en or inscrit dans les dernières minutes des prolongations (1-2), avant de perdre face à l’Iran aux tirs au but lors du match pour la 3e place (2-2, 2-4 t.a.b.). Pour les éliminatoires de la Coupe du monde 2002, elle est devancée par Oman au 1er tour, tout en étant devant les Philippines et le Laos. Pour les éliminatoires de la Coupe du monde 2006, elle termine 2e de son groupe lors du 2e tour derrière Bahreïn, ce qui est insuffisant pour accéder au tour suivant.

### 2007 à 2012: de grandes réalisations
Lors des qualifications pour la Coupe du monde 2010, l’équipe de Syrie bat l’Afghanistan au 1er tour, puis l’Indonésie au 2e tour, mais échoue de peu au 3e tour à se qualifier pour le 4e tour, à cause d’un goal average défavorable, derrière les Émirats Arabes Unis et l’Iran, mais devant le Koweït. Dans les éliminatoires de la Coupe d’Asie 2011, elle tombe dans le groupe de la Chine, le Vietnam et le Liban, et a de bonnes chances de se qualifier.

#### Les éliminatoires de la Coupe d'Asie 2011
Après les 2 premières journées des éliminatoires de la Coupe d'Asie 2011, la Syrie est leader de son groupe grâce à une victoire 3-2 face à la Chine et une autre victoire 0-2 au Liban.
Le 14 novembre 2009, elle bat le Vietnam chez lui grâce à un but inscrit dans les arrêts de jeu de la partie (1-0) et garde sa première place. Le match retour met les deux équipes dos-à-dos, 0-0, ce qui signifie que la Syrie est d'ores et déjà qualifiée pour la Coupe d'Asie 2011. Le 6 janvier 2010, la Syrie arrache un nul face à la Chine au match retour sur le terrain de cette dernière, enfin elle bat le Liban 4-0 à Damas lors de la dernière journée des éliminatoires. Grâce à ces résultats, la Syrie termine 1re de son groupe avec 14 points devant la Chine (13 points), et se qualifie pour la Coupe d'Asie 2011 après 15 ans d'absence.

#### La Coupe d'Asie 2011
Lors du tirage au sort du 23 avril 2010 à Doha, la Syrie tombe dans le Groupe B avec l'Arabie saoudite, le Japon et la Jordanie.
La Syrie débute bien en battant 2 buts à 1 l'Arabie saoudite grâce à un doublé de son milieu Abdelrazaq Al Hussain. Toutefois, un penalty lors du second match permet au Japon, futur vainqueur de la compétition, de s'imposer 2-1. Lors du dernier match, c'est un but contre son camp qui permet la victoire de la Jordanie (2-1). La Syrie est donc éliminée une nouvelle fois dès le 1er tour.

#### Victoire au Championnat d'Asie de l'Ouest
Le 20 décembre 2012, alors que le pays en est proie à une guerre civile, la Syrie remporte le Championnat d'Asie de l'Ouest de football en battant l'Irak en finale (1-0) grâce au but d'Ahmad Saleh à la 73e minute. La télévision officielle syrienne a interrompu ses émissions pour annoncer la victoire et montrer en direct la remise de la coupe.

### 2013 à 2016: période de retrait
En 2013, l'équipe syrienne s'est retirée du Championnat d'Asie de l'Ouest en raison de la guerre civile syrienne. Les années suivantes, la situation de l'équipe nationale n'était pas bonne car elle ne pouvait pas jouer dans ses propres stades.
L'équipe nationale syrienne a manqué la Coupe d'Asie de l'AFC 2015 après avoir échoué à se qualifier et occupé la troisième place du Groupe A qui comprenait la Jordanie, Singapour et Oman. En 2016, la Syrie a participé à la Coupe du Roi (en) sous la direction du capitaine de l'équipe nationale Mosab Balhous et de l'entraîneur en chef Ayman Hakeem, où elle a perdu en demi-finale après une séance de tirs au but contre la Thaïlande et a battu les Émirats arabes unis 1-0 dans le match pour la troisième place.

### Campagne qualificative pour la Coupe du monde 2018: la Syrie tout proche de l'exploit
Après avoir terminé à la 2e place du groupe E lors du 2e tour de qualifications pour le Mondial 2018, derrière le Japon, mais devant Singapour, l'Afghanistan et le Cambodge, la Syrie figure parmi les 4 meilleurs 2e et obtient le droit de disputer le 3e tour, en plus d'être qualifiée pour la prochaine Coupe d'Asie. Elle est reversée dans le groupe A, en compagnie de l'Iran, la Corée du Sud, l'Ouzbékistan, la Chine et le Qatar.
Le 5 septembre 2017, la Syrie s'est qualifiée pour la première fois de son histoire pour les barrages d'une Coupe du monde en terminant 3e de son groupe avec 13 points, à égalité de points avec l'Ouzbékistan, mais qu'elle devance au classement grâce à une meilleure différence de buts, à la suite de son match nul glané dans les arrêts de jeu sur la pelouse de l'Iran (2-2) lors du dernier match. Il s'agit à ce jour de sa meilleure performance lors d'une phase qualificative d'un Mondial. La perspective d'une qualification historique pour une phase finale de Coupe du monde a donné lieu à un arrêt momentané du conflit qui ravage le pays depuis six ans, ainsi que l'installation d'écrans géants par les autorités sur les principales places publiques des grandes métropoles pour suivre le match décisif contre l'Iran; tandis que des scènes de liesse ont été observées à la fois dans les zones tenues par les partisans du régime syrien et celles contrôlées par les rebelles hostiles au pouvoir en place lorsque la Syrie a égalisé en toute fin de match,,. Elle retrouvera l'Australie, 3e du groupe B, en octobre en matchs aller-retour pour un premier tour de barrage, avant d'affronter en cas de victoire le 4e de la zone Concacaf pour un ultime barrage.
Le 5 octobre 2017 à Malacca, la Syrie réussit à décrocher le match nul (1-1) face à Australie grâce à un pénalty transformé à la 85e minute par son attaquant fétiche Omar Al Somah, qui avait déjà égalisé dans les arrêts de jeu de la partie lors du dernier match de poule contre l'Iran, répondant à l'ouverture du score en fin de première mi-temps de Robbie Kruse. Lors du match retour disputé cinq jours plus tard à Sydney, les Syriens ouvrent le score dès la 6e minute de jeu, une fois encore grâce à Al Somah, mais Tim Cahill remet les deux équipes à égalité sept minutes après l'ouverture du score syrienne. Les deux équipes continuent de se neutraliser et c'est en prolongations que l'Australie prend un avantage décisif à la 109e minute de jeu grâce à un nouveau but de Cahill, anéantissant les derniers espoirs syriens de participation à une Coupe du monde. Réduite à 10 en début de prolongations, la Syrie a malgré tout tenté crânement sa chance, ratant de peu l'égalisation et la qualification pour le barrage intercontinental durant les arrêts de jeu de la 2e mi-temps des prolongations sur un coup franc de l'incontournable Al Somah qui a trouvé le poteau. La Syrie sort la tête haute, en ayant tenu la dragée haute à l'aller comme au retour au vainqueur de la dernière Coupe d'Asie, et en ayant réalisé un parcours héroïque, sans disputer le moindre match à domicile alors que le pays est toujours ravagé par la guerre.

### Coupe d'Asie 2019: une opportunité manquée
Lors de la Coupe d'Asie de l'AFC 2019 (groupe B) aux Émirats arabes unis, la Syrie, sous la direction de l'entraîneur principal de l'époque, Bernd Stange, l'équipe nationale a fait match nul 0-0 avec la Palestine lors du premier match du tournoi. La Syrie n'a pas réussi à se qualifier pour la phase de groupe après avoir perdu contre l'Australie (2-3) et la Jordanie (0-2),.
Le sélectionneur syrien Bernd Stange a été limogé après ce tournoi et remplacé par l'ancien manager Fajr Ibrahim. Le jeu de l'équipe ne s'est pas beaucoup amélioré après cette intervention et elle a subi une défaite atroce contre l'Australie après un but dans le temps additionnel de Tom Rogić en deuxième mi-temps, confirmant l'élimination de la Syrie.

### De 2019 à aujourd'hui
Lors des qualifications pour la Coupe du monde 2022, qui ont débuté à l'automne 2019, ils ont été placés en deuxième position dans le groupe A du 2e tour après le tirage au sort. Dans les premiers matchs du groupe, les Aigles de Qasioun ont confortablement gagné d'abord contre les Philippines (5-2), les Maldives (2-1) et Guam (4-0). Par la suite, lors d'un match important, ils ont battu la Chine 2-1 grâce à un but d'Osama Omari et un but contre son camp de Zhang Linpeng. Lors du match suivant, l'équipe nationale a battu les Philippines 1-0 grâce à un but décisif du milieu de terrain Ward Al Salama. Le 11 mars 2020, le Tunisien Nabil Maâloul a été nommé sélectionneur de la Syrie.
Les derniers matches du groupe ont été joués en 2021 en raison du Covid-19 en Asie, lorsque la Syrie a d'abord battu les Maldives (4-0) et Guam (3-0), confirmant sa première place, s'est qualifiée pour la Coupe d'Asie de l'AFC 2023 et également pour la troisième phase de qualification pour la Coupe du monde 2022. Avec la première place assurée, la Syrie a ensuite perdu contre la Chine 1-3 dans le dernier match, ce qui n'a pas eu d'incidence sur le classement final.
Nabil Maâloul a démissionné le 15 juin 2021, en raison de désaccords avec la direction de la fédération de football, et a été remplacé par Nizar Mahrous pour la phase de qualification suivante. L'équipe entame cette partie des qualifications avec des résultats peu convaincants contre l'Iran (0-1), les Émirats arabes unis (1-1) et la Corée du Sud (1-2), les deux buts syriens étant marqués par Omar Khribin et Mahmoud Al Baher. Après une défaite humiliante dans le derby du Levant contre le Liban (2-3, les buteurs étant Khrbin et Somah), un match nul contre l'Irak (1-1, le seul but étant marqué par Somah) et une lourde défaite contre l'Iran (0-3), l'entraîneur principal Mahrous a été licencié.
À la Coupe arabe de la FIFA 2021, sous la direction du nouvel entraîneur Valeriu Tița, ils se présentent en bonne forme. Ils jouent le premier match du groupe B contre les Émirats arabes unis, qu'ils perdent 1-2. Lors du match suivant, la Syrie a bien joué malgré les résultats précédents, Oliver Kass Kawo et Mouhamad Anez marquant les buts du 2-0 contre le grand favori tunisien,. Lors de leur dernier match de groupe, les Aigles de Qasioun ont perdu très sévèrement contre la Mauritanie 1-2, le but égalisateur ayant été marqué par Mahmoud Al Baher à la 52e minute. Ils prenaient la 3e place du groupe et la 9e place au classement général.
Lors des derniers matchs de qualification, ils perdent d'abord contre les Émirats arabes unis (0-2) puis contre la Corée du Sud sur le même score, et en raison de ces résultats, Tița est licencié. Ghassan Maatouk est nommé nouveau sélectionneur national le 9 février 2022, menant l'équipe à la victoire dans le derby contre le Liban (3-0) et à un match nul contre l'Irak (1-1) lors des deux derniers matchs. En conséquence, l'équipe syrienne a terminé à la 5e place du groupe A.

#### Coupe d'Asie 2023: la Syrie atteint le stade des huitièmes de finale pour la première fois de son histoire
La Syrie s'est qualifiée pour sa septième Coupe d'Asie de l'AFC en 2023, et lors de ce tournoi, elle a atteint la phase à élimination directe pour la première fois de son histoire en se classant parmi les meilleurs troisièmes, après avoir été versée dans le groupe B aux côtés de l'Australie, de l'Inde et de l'Ouzbékistan. En huitième de finale, la Syrie s'est inclinée contre l'Iran aux tirs au but après un match nul 1-1 à l'issue des prolongations, malgré sa supériorité numérique à l'entrée du temps additionnel de la partie consécutive à un 2e carton jaune adressé à Mehdi Taremi.

### L'équipe de Syrie comme outil de propagande du régime
À partir de la révolution syrienne, débutée dans le cadre des printemps arabes en 2011, plusieurs footballers de l'équipe nationale prennent publiquement position contre la répression armée contre la population. Certains s'engagent aux côtés des manifestants et deviennent des personnalités de premier plan de la contestation, dont le gardien Abdel Basset Sarout, qui, après l'opposition pacifique et le siège de Homs, prendra les armes contre le régime, refusent de jouer pour la Syrie tant que des civils sont tués, comme Firas Al-Khatib ou sont suspectés de ne pas soutenir le régime, et donc exclus de l'équipe, comme Omar Al Somah ou encore arrêtés et torturés, comme le capitaine de la sélection, Jihad Qassab, mort sous la torture à Saidnaya, ou encore empêchés d'être sélectionnés à l'international. L'équipe de football syrienne, pendant la guerre civile syrienne, après la mort, la disparition forcée et l'exil de nombreux joueurs, opprimée et instrumentalisée par le pouvoir, est régulièrement qualifiée d'« équipe d'Assad » par ses opposants, car elle est utilisée comme instrument de propagande par le régime de Bachar el-Assad et que plusieurs de ses joueurs sont sommés de jouer sous peine de représailles pour eux ou leur famille. Une partie des Syriens refuse de supporter l'équipe nationale, et l’« équipe syrienne libre » est formée, non reconnue par la FIFA,,,.

## Palmarès

### Classement FIFA
| Année              | 1993 | 1994 | 1995 | 1996 | 1997 | 1998 | 1999 | 2000 | 2001 | 2002 | 2003 | 2004 | 2005 | 2006 | 2007 | 2008 | 2009 | 2010 | 2011 | 2012 | 2013 | 2014 | 2015 | 2016 | 2017 | 2018 | 2019 | 2020 | 2021 | 2022 | 2023 | 2024 |
| ------------------ | ---- | ---- | ---- | ---- | ---- | ---- | ---- | ---- | ---- | ---- | ---- | ---- | ---- | ---- | ---- | ---- | ---- | ---- | ---- | ---- | ---- | ---- | ---- | ---- | ---- | ---- | ---- | ---- | ---- | ---- | ---- | ---- |
| Classement mondial | 82   | 105  | 136  | 115  | 98   | 84   | 109  | 100  | 90   | 91   | 85   | 85   | 98   | 112  | 107  | 105  | 91   | 107  | 114  | 144  | 129  | 151  | 125  | 96   | 77   | 74   | 79   | 76   | 86   | 90   | 91   | 95   |

### Parcours dans les compétitions internationales

#### Coupe du monde
| Année | Position          |      | Année             | Position |                     | Année | Position |
| 1930  | Non inscrite      | 1974 | Tour préliminaire | 2010     | Tour préliminaire   |       |          |
| 1934  | Non inscrite      | 1978 | Forfait           | 2014     | Disqualifiée        |       |          |
| 1938  | Non inscrite      | 1982 | Tour préliminaire | 2018     | Éliminée en barrage |       |          |
| 1950  | Forfait           | 1986 | Tour préliminaire | 2022     | Tour préliminaire   |       |          |
| 1954  | Non inscrite      | 1990 | Tour préliminaire | 2026     | Tour préliminaire   |       |          |
| 1958  | Tour préliminaire | 1994 | Tour préliminaire | 2030     | A venir             |       |          |
| 1962  | Non inscrite      | 1998 | Tour préliminaire | 2034     | A venir             |       |          |
| 1966  | Forfait           | 2002 | Tour préliminaire |          |                     |       |          |
| 1970  | Non inscrite      | 2006 | Tour préliminaire |          |                     |       |          |

#### Coupe d'Asie des nations
| Année | Position          |      | Année             | Position |                        | Année | Position |
| 1956  | Non inscrite      | 1984 | 1er tour          | 2011     | 1er tour               |       |          |
| 1960  | Non inscrite      | 1988 | 1er tour          | 2015     | Tour préliminaire      |       |          |
| 1964  | Non inscrite      | 1992 | Tour préliminaire | 2019     | 1er tour               |       |          |
| 1968  | Non inscrite      | 1996 | 1er tour          | 2023     | Huitièmes de finale    |       |          |
| 1972  | Tour préliminaire | 2000 | Tour préliminaire | 2027     | Éliminatoires en cours |       |          |
| 1976  | Forfait           | 2004 | Tour préliminaire |          |                        |       |          |
| 1980  | 1er tour          | 2007 | Tour préliminaire |          |                        |       |          |

#### Championnat d'Asie de l'Ouest de football
- 2000 : Finaliste
- 2002 : 4e
- 2004 : Finaliste
- 2007 : Demi-finaliste
- 2008 : Demi-finaliste
- 2010 : Phase de groupes
- 2012 : Vainqueur
- 2014 : Non inscrit
- 2019 : 1er tour

## Les adversaires de la Syrie de 1949 à aujourd'hui
| Pays                | J  | G  | N  | P  | Bp | Bc | Diff | Premier match                     | Dernier match                 |
| ------------------- | -- | -- | -- | -- | -- | -- | ---- | --------------------------------- | ----------------------------- |
| Afghanistan         | 5  | 5  | 0  | 0  | 17 | 3  | 14   | 08/10/2007 (3-0) à Damas          | 10/06/2025 (1-0) à Al-Hufuf   |
| Algérie             | 4  | 1  | 1  | 2  | 2  | 4  | -2   | 08/01/1972 (1-0) à Bagdad         | 26/02/1978 (0-1) à Damas      |
| Allemagne de l'Est  | 1  | 1  | 0  | 0  | 2  | 1  | 1    | 30/01/1987 (2-1) à Kozhikode      |                               |
| Arabie saoudite     | 25 | 2  | 8  | 15 | 20 | 45 | -25  | 22/10/1957 (1-3) à Beyrouth       | 09/01/2011 (2-1) à Al Rayyan  |
| Australie           | 4  | 0  | 1  | 3  | 4  | 7  | -3   | 05/10/2017 (1-1) à Malacca        | 18/01/2024 (0-1) à Doha       |
| Bahreïn             | 23 | 11 | 6  | 6  | 27 | 24 | 3    | 11/01/1979 (1-0) à Abou Dabi      | 28/03/2023 (0-1) à Muharraq   |
| Bangladesh          | 3  | 3  | 0  | 0  | 5  | 1  | 4    | 20/09/1980 (1-0) à Koweït         | 18/08/2007 (2-0) à New Delhi  |
| Biélorussie         | 1  | 0  | 0  | 1  | 0  | 1  | -1   | 17/11/2022 (0-1) à Dubaï          |                               |
| Birmanie            | 2  | 1  | 1  | 0  | 8  | 1  | 7    | 21/03/2024 (1-1) à Rangoun        | 26/03/2024 (7-0) à Dammam     |
| Cambodge            | 3  | 3  | 0  | 0  | 17 | 1  | 16   | 25/08/2007 (5-1) à New Delhi      | 24/03/2016 (6-0) à Sib        |
| Chine               | 16 | 6  | 2  | 8  | 17 | 29 | -12  | 10/08/1966 (0-6) à Pékin          | 12/09/2023 (1-0) à Chengdu    |
| Chypre              | 1  | 0  | 0  | 1  | 0  | 1  | -1   | 14/04/1982 (0-1) à Damas          |                               |
| Corée du Nord       | 12 | 4  | 4  | 4  | 16 | 13 | 3    | 06/05/1973 (1-1) à Téhéran        | 06/06/2024 (0-1) à Vientiane  |
| Corée du Sud        | 10 | 1  | 3  | 6  | 5  | 12 | -7   | 26/07/1978 (0-2) à Kuala Lumpur   | 01/02/2022 (0-2) à Dubaï      |
| Égypte              | 7  | 2  | 1  | 4  | 6  | 18 | -12  | 16/10/1951 (0-8) à Alexandrie     | 31/03/1995 (2-1) à Damas      |
| Émirats arabes unis | 16 | 2  | 6  | 8  | 13 | 24 | -11  | 13/01/1979 (0-0) à Abou Dabi      | 27/01/2022 (0-2) à Dubaï      |
| Grèce               | 2  | 0  | 0  | 2  | 0  | 12 | -12  | 25/11/1949 (0-8) à Athènes        | 14/10/1951 (0-4) à Alexandrie |
| Guam                | 2  | 2  | 0  | 0  | 7  | 0  | 7    | 15/10/2019 (4-0) à Dubaï          | 07/06/2021 (3-0) à Charjah    |
| Haïti               | 1  | 1  | 0  | 0  | 2  | 1  | 1    | 27/06/2009 (2-1) à Montréal       |                               |
| Hong Kong           | 1  | 1  | 0  | 0  | 2  | 0  | 2    | 03/06/1988 (2-0) à Katmandou      |                               |
| Inde                | 8  | 4  | 2  | 2  | 11 | 7  | 4    | 23/08/2007 (3-2) à New Delhi      | 09/09/2024 (3-0) à Hyderabad  |
| Indonésie           | 5  | 4  | 0  | 1  | 15 | 3  | 12   | 20/07/1978 (0-1) à Kuala Lumpur   | 15/11/2014 (2-0) à Jakarta    |
| Irak                | 31 | 5  | 11 | 15 | 24 | 40 | -16  | 10/04/1966 (1-2) à Bagdad         | 26/09/2022 (0-1) à Amman      |
| Iran                | 33 | 1  | 14 | 18 | 17 | 54 | -37  | 08/05/1973 (0-1) à Téhéran        | 31/01/2024 (1-1) à Doha       |
| Japon               | 12 | 0  | 1  | 11 | 7  | 35 | -28  | 18/07/1978 (2-3) à Kuala Lumpur   | 11/06/2024 (0-5) à Hiroshima  |
| Jordanie            | 35 | 14 | 9  | 12 | 36 | 34 | 2    | 30/07/1953 (3-1) à Alexandrie     | 23/09/2022 (0-2) à Amman      |
| Kazakhstan          | 4  | 3  | 1  | 0  | 8  | 1  | 7    | 21/06/1996 (2-0) à Damas          | 10/08/2011 (1-1) à Astana     |
| Kirghizistan        | 7  | 2  | 2  | 3  | 10 | 8  | 2    | 11/06/1997 (1-2) à Téhéran        | 05/01/2024 (1-1) à Dubaï      |
| Koweït              | 36 | 13 | 9  | 14 | 43 | 54 | -11  | 09/04/1963 (3-1) à Beyrouth       | 17/10/2023 (1-2) à Dubaï      |
| Laos                | 2  | 2  | 0  | 0  | 20 | 0  | 20   | 07/05/2001 (11-0) à Alep          | 11/05/2001 (9-0) à Alep       |
| Liban               | 24 | 14 | 5  | 5  | 44 | 27 | 17   | 27/07/1953 (0-0) à Alexandrie     | 24/03/2022 (3-0) à Sidon      |
| Libye               | 8  | 3  | 2  | 3  | 6  | 10 | -4   | 28/08/1965 (3-6) à Le Caire       | 05/08/2006 (2-1) à Damas      |
| Malaisie            | 6  | 2  | 2  | 2  | 12 | 14 | -2   | 15/07/1978 (2-5) à Kuala Lumpur   | 08/01/2024 (2-2) à Doha       |
| Maldives            | 7  | 6  | 0  | 1  | 39 | 4  | 35   | 04/06/1997 (12-0) à Damas         | 04/06/2021 (4-0) à Charjah    |
| Maroc               | 4  | 0  | 2  | 2  | 1  | 5  | -4   | 21/09/1963 (0-1) à Naples         | 15/02/1981 (0-3) à Fès        |
| Maurice             | 1  | 1  | 0  | 0  | 2  | 0  | 2    | 06/09/2024 (2-0) à Hyderabad      |                               |
| Mauritanie          | 3  | 2  | 0  | 1  | 4  | 2  | 2    | 14/10/1976 (2-0) à Damas          | 06/12/2021 (1-2) à Al Wakrah  |
| Népal               | 2  | 2  | 0  | 0  | 5  | 0  | 5    | 01/06/1988 (3-0) à Katmandou      | 30/08/2012 (2-0) à New Delhi  |
| Oman                | 24 | 8  | 8  | 8  | 36 | 25 | 11   | 06/09/1965 (13-0) à Le Caire      | 30/12/2022 (0-1) à Dubaï      |
| Ouzbékistan         | 7  | 3  | 2  | 2  | 5  | 5  | 0    | 12/12/1996 (2-1) à Al-Aïn         | 13/01/2024 (0-0) à Doha       |
| Pakistan            | 1  | 1  | 0  | 0  | 2  | 0  | 2    | 25/03/2025 (2-0) à Al-Hufuf       |                               |
| Palestine           | 14 | 7  | 5  | 2  | 22 | 13 | 9    | 05/04/1966 (3-1) à Bagdad         | 11/08/2019 (3-4) à Kerbala    |
| Philippines         | 5  | 5  | 0  | 0  | 25 | 3  | 22   | 07/08/1984 (2-0) à Jakarta        | 19/11/2019 (1-0) à Dubaï      |
| Qatar               | 16 | 4  | 5  | 7  | 18 | 21 | -3   | 06/01/1972 (3-2) à Bagdad         | 24/03/2018 (2-2) à Bassorah   |
| Russie              | 1  | 0  | 0  | 1  | 0  | 4  | -4   | 19/11/2024 (0-4) à Volgograd      |                               |
| Sierra Leone        | 1  | 1  | 0  | 0  | 6  | 0  | 6    | 05/06/2009 (6-0) à Damas          |                               |
| Singapour           | 6  | 4  | 0  | 2  | 11 | 7  | 4    | 22/07/1978 (1-4) à Kuala Lumpur   | 09/11/2016 (2-0) à Seremban   |
| Soudan              | 10 | 4  | 2  | 4  | 10 | 10 | 0    | 08/03/1957 (0-1) à Khartoum       | 21/04/2004 (0-0) à Khartoum   |
| Sri Lanka           | 3  | 3  | 0  | 0  | 17 | 0  | 17   | 15/10/2003 (5-0) à Damas          | 24/08/2009 (4-0) à New Delhi  |
| Suède               | 1  | 0  | 1  | 0  | 1  | 1  | 0    | 23/01/2010 (1-1) à Damas          |                               |
| Tadjikistan         | 9  | 5  | 1  | 3  | 8  | 11 | -3   | 10/06/2004 (2-1) à Homs           | 11/10/2024 (1-0) à Songkhla   |
| Taipei chinois      | 4  | 4  | 0  | 0  | 17 | 1  | 16   | 23/06/1993 (2-0) à Téhéran        | 15/11/2006 (3-0) à Damas      |
| Thaïlande           | 7  | 1  | 2  | 4  | 11 | 15 | -4   | 13/07/1978 (1-3) à Kuala Lumpur   | 14/10/2024 (1-2) à Songkhla   |
| Tunisie             | 8  | 3  | 0  | 5  | 9  | 15 | -6   | 07/04/1963 (0-1) à Beyrouth       | 03/12/2021 (2-0) à Al-Khor    |
| Turkménistan        | 3  | 1  | 1  | 1  | 6  | 5  | 1    | 28/11/2003 (1-1) à Damas          | 18/01/2009 (5-1) à Koweït     |
| Turquie             | 1  | 0  | 0  | 1  | 0  | 7  | -7   | 20/11/1949 (0-7) à Ankara         |                               |
| Union soviétique    | 1  | 0  | 0  | 1  | 0  | 2  | -2   | 21/11/1988 (0-2) à Damas          |                               |
| Venezuela           | 2  | 0  | 0  | 2  | 2  | 6  | -4   | 20/08/2008 (1-4) à Puerto La Cruz | 20/11/2022 (1-2) à Dubaï      |
| Vietnam             | 4  | 1  | 1  | 2  | 1  | 3  | -2   | 14/11/2009 (1-0) à Hanoï          | 20/06/2023 (0-1) à Nam Định   |
| Yémen               | 13 | 10 | 1  | 2  | 33 | 9  | 24   | 03/09/1965 (4-0) à Le Caire       | 05/08/2019 (1-1) à Kerbala    |
| Yémen du Sud        | 2  | 1  | 0  | 1  | 8  | 3  | 5    | 16/08/1973 (7-1) à Tripoli        | 10/10/1976 (1-2) à Damas      |
| Zimbabwe            | 1  | 1  | 0  | 0  | 6  | 0  | 6    | 02/01/2010 (6-0) à Kuala Lumpur   |                               |

## Anciens joueurs
- Kifork Mardigian
- Abdel Basset Sarout
- Jihad Qassab
- Firas Al-Khatib
- Omar Al Somah